# 竺小招
竺小招（1951年—），生于江苏无锡，越剧女演员，擅长小生、小旦，为一级演员。竺小招为竺水招之女，南京市越剧团主要演员。1960年，进入南京市戏曲学校越剧班学习。代表作有《莫愁女》《柳毅传书》《玉蜻蜓》等。